# Vadu Moldovei
Vadu Moldovei est une commune du județ de Suceava en Roumanie.